# Samuel Loomis
Dr. Samuel "Sam" J. Loomis è un personaggio cinematografico immaginario ideato da John Carpenter e Debra Hill come medico curante e principale antagonista del protagonista negativo nella saga di film horror slasher Halloween.
Loomis appare in Halloween - La notte delle streghe, Halloween II - Il signore della morte, Halloween 4 - Il ritorno di Michael Myers, Halloween 5 - La vendetta di Michael Myers, Halloween 6 - La maledizione di Michael Myers, dove è interpretato da Donald Pleasence, e in Halloween - The Beginning e Halloween II, dove è interpretato da Malcolm McDowell e in Halloween Kills, dove è interpretato da Tom Jones Jr..
Il nome del personaggio è un omaggio all'omonimo personaggio interpretato da John Gavin nel film Psyco in cui era l'imprenditore di cui era innamorata Marion Crane (Janet Leigh, la madre di Jamie Lee Curtis).

## Biografia personaggio
Samuel "Sam" J. Loomis nasce il 13 marzo 1922. È laureato in psichiatria e lavora allo Smith's Grove Sanitarium di Warren County (Illinois) con l'amico di lunga data Dr. Terence Wynn e la fidata infermiera Marion Chambers. 
Mentre nella saga originale è dedito a fermare Michael Myers, nel reboot di Rob Zombie sembra più interessato alla fama derivata dai libri che ha scritto sul suo paziente.

## Film

### Serie originale

#### Halloween - La notte delle streghe
1° novembre 1963, Warren County (Illinois). Al Dr. Samuel "Sam" J. Loomis (Donald Pleasence), psichiatra dello Smith's Grove Sanitarium, viene affidato come paziente il piccolo Michael Myers, di 6 anni, che, la notte prima, travestito da clown, ha ucciso con un coltello da cucina la sorella adolescente Judith.
30 ottobre 1978, Warren County (Illinois). Quando l'ormai 21enne Michael Myers (Nick Castle) scappa dallo Smith's Grove Sanitarium rubando l'auto su cui viaggiano il Dr. Sam Loomis e l'infermiera Marion Chambers, il medico lo insegue.
31 ottobre 1978, Haddonfield (Illinois). Grazie a un documento perso da Michael, il Dr. Loomis, arriva ad Haddonfield in tempo per salvare Laurie Strode (Jamie Lee Curtis) da Michael e sparargli sei colpi di pistola.

#### Halloween II - Il signore della morte
31 ottobre 1978, Haddonfield (Illinois). Sebbene abbia assistito alla presumibile morte di Michael Myers (Dick Warlock) in un incidente d'auto, il Dr. Loomis (Donald Pleasence), dopo aver visto la parola "Samhain" scritta col sangue sulla lavagna della scuola elementare cittadina e aver saputo dall'infermiera Marion Chambers che Laurie Strode (Jamie Lee Curtis) in realtà è Cinthya Anne Myers, corre al Haddonfield Memorial Hospital dove è ricoverata Laurie in tempo per salvarla da Michael che, però, lo accoltella. Quando poi Laurie spara a Michael con la sua pistola per poi fuggire, Loomis, seppur ferito, riesce a riempire con del gas infiammabile la stanza in cui c'è Michael e, dopo averla lasciata, la fa esplodere. Loomis viene visto per l'ultima volta mentre guarda Michael accasciarsi al suolo avvolto dalle fiamme.

#### Halloween 4 - Il ritorno di Michael Myers
30 ottobre 1988, Illinois. Sia il Dr. Loomis (Donald Pleasence) che Michael Myers (George P. Wilbur) sono sopravvissuti all'esplosione ma, mentre Loomis è solo costretto a camminare col bastone, Michael è in coma così viene riportato allo Smith's Grove Sanitarium ma, durante il viaggio, sentendo i medici dire che Laurie Strode, prima di morire, ha avuto una figlia, Jamie Lloyd (Danielle Harris), che abita ad Haddonfield coi Carruthers, si risveglia e corre nella sua città natale.
31 ottobre 1988, Haddonfield (Illinois). Il Dr. Loomis arriva ad Haddonfield in tempo per salvare Jamie da Michael e portarla alla scuola elementare della bambina ma Michael li raggiunge, scaraventa via Loomis e si avventa su Jamie che viene salvata da Raquel Carruthers. In seguito Michael viene crivellato da dei poliziotti ma, quando Jamie afferra la amno del suo cadavere, creando così un legame psichico con lui, Michael si rialza così i poliziotti fanno nuovamente fuoco su di lui. Loomis, che è sopravvissuto all'aggressione, riporta Jamie dai Carruthers, ma quando la bambina, indossata una mascherina da clown simile a quella indossata da Michael nel 1978, ferisce la madre adottiva con delle forbici il dottore capisce che è posseduta dalla stessa furia omicida di suo zio e cerca di spararle ma viene trattenuto da un poliziotto.

#### Halloween 5 - La vendetta di Michael Myers
31 ottobre 1989, Haddonfield (Illinois). Saputo che Jamie Lloyd (Danielle Harris) è scappata dalla Haddonfield Child's Clinic perché Michael Myers (Donald L. Shanks) è tornato ad Haddonfield per ucciderla, il Dr. Loomis (Donald Pleasence), informato, trova Jamie e organizza con lei una trappola: lei dovrà attirare Michael nello scantinato della sua vecchia casa dei Myers dove lui, intanto, avrà preparato una rete in cui farlo cadere. Jamie, in effetti, riesce ad attirare Michael alla casa ma la pugnala alla spalla così lei lo chiama "zio" e, questo, fa sì che l'uomo si fermi, scoppi a piangere e si levi la maschera però, quando Jamie cerca di toccarlo, Michael si ribella e inizia a rincorrerla nuovamente fino ad arrivare allo scantinato dove Loomis, ferito da un precedente scontro con Myers ma vivo, lo fa cadere in una rete.

#### Halloween 6 - La maledizione di Michael Myers
30 ottobre 1995, Haddonfield (Illinois). Dopo essere stata rapita con lo zio nell'Halloween del 1989 dal capo del culto di druidi Culto della Spina (culto che spera di usare a suo favore la leggenda della maledizione del simbolo "Thorn" che ha fatto credere a Michael che l'uccisione di tutti i membri della propria famiglia riporti equilibrio nelle condizioni che affliggono l'umanità), Jamie Lloyd (J.C. Brandy), ora 15enne, dà alla luce un bambino concepito mediante inseminazione artificiale con Michael Myers (George P. Wilbur) ma, poche ore dopo, un'ostetrica la aiuta a scappare insieme al neonato con un camion. Essendosi accorta di essere inseguita da Michael, Jamie trasmette dalla radio del veicolo una richiesta di aiuto per il Dr. Loomis (Donald Pleasence) che la ascolta insieme all'amico Dr. Terence Wynn, direttore del Smith's Grove Sanitarium. Loomis si mobilita subito ma Michael raggiunge Jamie, la fa schiantare col camion uccidendola per poi scoprire che il suo bambino non è nel veicolo.
31 ottobre 1995, Illinois. Thomas "Tommy" Doyle (Paul Stephen Rudd), il bambino a cui Laurie Strode faceva da babysitter quell'Halloween del 1978, trova alla stazione degli autobus di Haddonfield un neonato che chiama Steven e, poco dopo, incontra il Dr. Loomis sulle tracce della maledizione di "Thorn". In seguito, Tommy, la vicina Sarah ("Kara" in originale) Strode, suo figlio di 6 anni Danny, che sente delle voci, e Loomis vengono avvicinati dal capo del Culto della Spina che si rivela essere il Dr. Wynn, il quale, volendo Steven, fa ricoverare Tommy, Sarah e Danny allo Smith's Grove Sanitarium e chiede a Loomis di unirsi a loro ma lui si rifiuta. Mentre il Dr. Wynn e la sua equipe, che stanno per operare Danny e Steven, vengono uccisi da Michael, apparso all'improvviso, Tommy e Sarah, liberatisi, portano via i bambini ma Michael li raggiunge in un laboratorio dove Tommy riesce a iniettargli dei corrosivi e lo colpisce con un tubo di piombo fino a fargli perdere i sensi. Mentre Tommy, Sarah e i bambini scappano, Loomis resta a Warren County per parlare con la polizia ma, ad un certo punto, inizia a urlare.
- scena extra nel Producer's Cut: Jamie è sopravvissuta ma viene uccisa da un colpo di pistola sparatole dal Dr. Wynn, amico del Dr. Loomis, cosa che devasta enormemente Samuel.

- finale con scena extra nella versione inedita in Italia: Loomis scopre che il Dr. Wynn è ancora vivo e, prima di morire, gli assegna il compito di osservare Michael marchiandolo con un incantesimo col simbolo del "Thorn" e per questo Loomis inizia a urlare.

### Serie "20 anni dopo"

#### Halloween - 20 anni dopo
31 ottobre 1998, Haddonfield (Illinois). Viene detto che il Dr. Sam Loomis è morto da poco.

### Serie Reboot (di Rob Zombie)

#### Halloween - The Beginning
1° novembre 1990, Warren County (Illinois). Al Dr. Samuel "Sam" J. Loomis (Malcolm McDowell), psichiatra dello Smith's Grove Sanitarium, viene affidato come paziente il piccolo Michael Myers, di 10 anni che, la notte prima, travestito da clown, ha ucciso con un coltello da cucina il patrigno, la sorella adolescente Judith e il fidanzato di questa.
30 ottobre 2007, Warren County (Illinois). Dato che il Dr. Loomis ha abbandonato il suo caso per scrivere un libro su di lui, Michael Myers (Tyler Mane) dev'esser trasferito in una struttura più sicura ma si libera, uccide delle persone, evade dalle Smith's Grove Sanitarium e va ad Haddonfield.
31 ottobre 2007, Haddonfield (Illinois). Il Dr. Loomis compra un revolver e si reca ad Haddonfield in tempo per salvare l'adolescente Laurie Strode (Scout Taylor-Compton) da Michael sparandogli tre colpi di pistola. Michael, però, si riprende subito, uccide il medico e insegue Laurie che, raccolta l'arma di Loomis, gli punta la pistola in faccia e gli spara urlando. 

#### Halloween II
2023, Haddonfield (Illinois). Mentre il Dr. Loomis (Malcolm McDowell), che si è salvato, scrive un nuovo libro su Michael e Laurie Strode (Scout Taylor-Compton), scoperto di essere Angel Myers, ora vive con i Brackett e va in terapia, Michael Myers (Tyler Mane), creduto morto, rapisce la sorella e la porta nel suo covo dove però viene seguito dal Dr. Loomis che cerca di convincerlo a liberare Laurie ma viene ucciso. Alla fine Michael viene pugnalato al volto da Laurie. 
- extended: Micheal, dopo aver pugnalato Loomis - esclamando finalmente una parola dopo quasi vent'anni di silenzio: «Muori!» - viene crivellato di colpi dalla polizia.

- director's cut: Laurie, dopo aver ucciso Michael, si avventa sul Dr. Loomis, che è sopravvissuto, ma viene uccisa dalla polizia[3].

### Serie "40 anni dopo" (di David Gordon Green)

#### Halloween Kills
31 ottobre 1978, Haddonfield (Illinois). La polizia di Haddonfield, aiutata dal Dr. Sam Loomis (Tom Jones Jr.), arresta Michael Myers (James Jude Courtney e Nick Castle).